# Knœringue
 Knœringue  là một xã ở tỉnh Haut-Rhin trong vùng Grand Est ở đông bắc Pháp. Xã này có diện tích 4,68 km², dân số năm 1999 là 331 người. Khu vực này có độ cao 405 mét trên mực nước biển.